# Туз, Даниил Андреевич
Даниил Андреевич Туз (1902—1979) — советский военачальник, контр-адмирал.

## Биография
Родился 14 октября 1902 года в селе Яблонов Каневского района Черкасской области.
В 1924—1925 годах — красноармеец-доброволец в 206-м артиллерийском полку Украинского военного округа.
В 1926 году окончил экстернат Одесской пехотной школы имени тов. Якира.
С 1926 по 1934 год — командир взвода, помощник командира батареи, начальник штаба 41-го артиллерийского полка береговой обороны Морских сил Балтийского моря, начальник 1-й части штаба бригады береговой обороны Балтийского флота.
С 1934 по 1938 год — слушатель командного факультета Военно-Морской академии Рабочее-Крестьянского Военно-Морского Флота имени К. Е. Ворошилова.
С 1938 по 1940 год — помощник, старший помощник и начальник 1 отделения 1-го отдела Главного морского штаба НКВМФ СССР.
C июля 1940 по август 1942 года — начальник 3-го отдела Оперативного управления Главного морского штаба НКВМФ СССР.
С августа 1942 по сентябрь 1944 года — начальник штаба обороны района полуостровов Рыбачий и Средний Северного флота.
С сентября 1944 по ноябрь 1945 года — командир Иоканьгской военно-морской базы Северного флота.
Затем несколько лет служил на Дальнем Востоке, был заместителем Командующего войсками Дальневосточного военного округ — начальником Морского отдела Штаба Дальневосточного военного округа (1945—1947), начальником Морского отдела Управления Главнокомандующего войсками Дальнего Востока (1947—1949), начальником Управления Военно-Морских Сил Дальнего Востока (1949—1950), помощником Командующего Дальневосточного военного округа по Военно-Морским Силам (1950—1951).
С декабря 1951 по июль 1954 года — командир Рижской военно-морской базы 8-го (Северо-Балтийского) военно-морского флота.
В 1954—1956 годах — начальник Береговой обороны Военно-Морского Флота СССР.
С 1956 по 1957 год — помощник командующего Краснознамённым Балтийским флотом по строевой части.
С 1957 по 1959 год — прикомандирован к Генеральному штабу Вооружённых Сил СССР для научно-исследовательской работы.
4 августа 1959 года был уволен в запас по болезни (диабет) в звании контр-адмирала.
Скончался 14 марта 1979 года. Похоронен в Ленинграде.

## Семья
Жена — Валентина Михайловна Туз (в девичестве — Левитина) (1902—1972).

Дети: две дочери — Елена (1926—2008) и Валентина (1937—2006), сын — Дмитрий (1929—1932).

Брат Иван работал агрономом, был репрессирован и реабилитирован.

## Награды
- Орден Красной Звезды (1940) — за личное мужество и отличное выполнение заданий командования на фронте с белофиннами[4]
- Орден Красного Знамени (1942) — за личное мужество и отличное выполнение заданий командования на фронтах борьбы с немецкими захватчиками[5]
- Орден Нахимова II степени (1944) — за организацию чёткого и непрерывного управления частями, за чёткую и планомерную работу штаба[6]
- Орден Красного Знамени (1944) — за смелость, мужество и отвагу, умелое планирование и чёткое руководство работой штаба при проведении операции по захвату города Петсамо[7]
- Орден Красной Звезды (1944)[8]
- Орден Красного Знамени (1945)[9]
- Орден Ленина (1950)[10]
- Орден Красного Знамени (1954)[11]
- Орден Красной Звезды (1967)[12]